# Echinosigra vityazi
Echinosigra vityazi is een zee-egel uit de familie Pourtalesiidae.
De wetenschappelijke naam van de soort werd in 1997 gepubliceerd door Alexander Mironov.